# Lijst van Stiphidiidae
Deze pagina beschrijft alle soorten spinnen uit de familie der Stiphidiidae.

## Asmea
Asmea Gray & Smith, 2008
- Asmea akrikensis Gray & Smith, 2008
- Asmea capella Gray & Smith, 2008
- Asmea hayllari Gray & Smith, 2008
- Asmea mullerensis Gray & Smith, 2008

## Baiami
Baiami Lehtinen, 1967
- Baiami brockmani Gray, 1981
- Baiami glenelgi Gray, 1981
- Baiami loftyensis Gray, 1981
- Baiami montana Gray, 1981
- Baiami stirlingi Gray, 1981
- Baiami storeniformis (Simon, 1908)
- Baiami tegenarioides (Simon, 1908)
- Baiami torbayensis Gray, 1981
- Baiami volucripes (Simon, 1908)

## Barahna
Barahna Davies, 2003
- Barahna booloumba Davies, 2003
- Barahna brooyar Davies, 2003
- Barahna glenelg Davies, 2003
- Barahna myall Davies, 2003
- Barahna scoria Davies, 2003
- Barahna taroom Davies, 2003
- Barahna toonumbar Davies, 2003
- Barahna yeppoon Davies, 2003

## Borrala
Borrala Gray & Smith, 2004
- Borrala dorrigo Gray & Smith, 2004
- Borrala longipalpis Gray & Smith, 2004
- Borrala webbi Gray & Smith, 2004
- Borrala yabbra Gray & Smith, 2004

## Cambridgea
Cambridgea L. Koch, 1872
- Cambridgea agrestis Forster & Wilton, 1973
- Cambridgea ambigua Blest & Vink, 2000
- Cambridgea annulata Dalmas, 1917
- Cambridgea antipodiana (White, 1849)
- Cambridgea arboricola (Urquhart, 1891)
- Cambridgea australis Blest & Vink, 2000
- Cambridgea decorata Blest & Vink, 2000
- Cambridgea elegans Blest & Vink, 2000
- Cambridgea elongata Blest & Vink, 2000
- Cambridgea fasciata L. Koch, 1872
- Cambridgea foliata (L. Koch, 1872)
- Cambridgea inaequalis Blest & Vink, 2000
- Cambridgea insulana Blest & Vink, 2000
- Cambridgea longipes Blest & Vink, 2000
- Cambridgea mercurialis Blest & Vink, 2000
- Cambridgea obscura Blest & Vink, 2000
- Cambridgea occidentalis Forster & Wilton, 1973
- Cambridgea ordishi Blest & Vink, 2000
- Cambridgea pallidula Blest & Vink, 2000
- Cambridgea peculiaris Forster & Wilton, 1973
- Cambridgea peelensis Blest & Vink, 2000
- Cambridgea plagiata Forster & Wilton, 1973
- Cambridgea quadromaculata Blest & Taylor, 1995
- Cambridgea ramsayi Forster & Wilton, 1973
- Cambridgea reinga Forster & Wilton, 1973
- Cambridgea secunda Forster & Wilton, 1973
- Cambridgea simoni Berland, 1924
- Cambridgea solanderensis Blest & Vink, 2000
- Cambridgea sylvatica Forster & Wilton, 1973
- Cambridgea tuiae Blest & Vink, 2000
- Cambridgea turbotti Forster & Wilton, 1973

## Carbinea
Carbinea Davies, 1999
- Carbinea breviscapa Davies, 1999
- Carbinea longiscapa Davies, 1999
- Carbinea robertsi Davies, 1999
- Carbinea wunderlichi Davies, 1999

## Corasoides
Corasoides Butler, 1929
- Corasoides australis Butler, 1929

## Couranga
Couranga Gray & Smith, 2008
- Couranga diehappy Gray & Smith, 2008
- Couranga kioloa Gray & Smith, 2008

## Elleguna
Elleguna Gray & Smith, 2008
- Elleguna major Gray & Smith, 2008
- Elleguna minor Gray & Smith, 2008

## Ischalea
Ischalea L. Koch, 1872
- Ischalea incerta (O. P.-Cambridge, 1877)
- Ischalea longiceps Simon, 1898
- Ischalea spinipes L. Koch, 1872

## Jamberoo
Jamberoo Gray & Smith, 2008
- Jamberoo actensis Gray & Smith, 2008
- Jamberoo australis Gray & Smith, 2008
- Jamberoo boydensis Gray & Smith, 2008
- Jamberoo johnnoblei Gray & Smith, 2008

## Kababina
Kababina Davies, 1995
- Kababina alta Davies, 1995
- Kababina aquilonia Davies, 1995
- Kababina colemani Davies, 1995
- Kababina covacevichae Davies, 1995
- Kababina formartine Davies, 1995
- Kababina inferna Davies, 1995
- Kababina isley Davies, 1995
- Kababina superna Davies, 1995
- Kababina yungaburra Davies, 1995

## Karriella
Karriella Gray & Smith, 2008
- Karriella treenensis Gray & Smith, 2008
- Karriella walpolensis Gray & Smith, 2008

## Malarina
Malarina Davies & Lambkin, 2000
- Malarina cardwell Davies & Lambkin, 2000
- Malarina collina Davies & Lambkin, 2000
- Malarina masseyensis Davies & Lambkin, 2000
- Malarina monteithi Davies & Lambkin, 2000

## Nanocambridgea
Nanocambridgea Forster & Wilton, 1973
- Nanocambridgea gracilipes Forster & Wilton, 1973
- Nanocambridgea grandis Blest & Vink, 2000

## Pillara
Pillara Gray & Smith, 2004
- Pillara coolahensis Gray & Smith, 2004
- Pillara griswoldi Gray & Smith, 2004
- Pillara karuah Gray & Smith, 2004
- Pillara macleayensis Gray & Smith, 2004

## Procambridgea
Procambridgea Forster & Wilton, 1973
- Procambridgea carrai Davies, 2001
- Procambridgea cavernicola Forster & Wilton, 1973
- Procambridgea grayi Davies, 2001
- Procambridgea hilleri Davies, 2001
- Procambridgea hunti Davies, 2001
- Procambridgea kioloa Davies, 2001
- Procambridgea lamington Davies, 2001
- Procambridgea montana Davies, 2001
- Procambridgea monteithi Davies, 2001
- Procambridgea otwayensis Davies, 2001
- Procambridgea ourimbah Davies, 2001
- Procambridgea rainbowi Forster & Wilton, 1973

## Stiphidion
Stiphidion Simon, 1902
- Stiphidion adornatum Davies, 1988
- Stiphidion diminutum Davies, 1988
- Stiphidion facetum Simon, 1902
- Stiphidion raveni Davies, 1988

## Tartarus
Tartarus Gray, 1973
- Tartarus mullamullangensis Gray, 1973
- Tartarus murdochensis Gray, 1992
- Tartarus nurinensis Gray, 1992
- Tartarus thampannensis Gray, 1992

## Therlinya
Therlinya Gray & Smith, 2002
- Therlinya angusta Gray & Smith, 2002
- Therlinya ballata Gray & Smith, 2002
- Therlinya bellinger Gray & Smith, 2002
- Therlinya foveolata Gray & Smith, 2002
- Therlinya horsemanae Gray & Smith, 2002
- Therlinya kiah Gray & Smith, 2002
- Therlinya lambkinae Gray & Smith, 2002
- Therlinya monteithi Gray & Smith, 2002
- Therlinya nasuta Gray & Smith, 2002
- Therlinya vexillum Gray & Smith, 2002
- Therlinya wiangaree Gray & Smith, 2002

## Tjurunga
Tjurunga Lehtinen, 1967
- Tjurunga paroculus (Simon, 1903)

## Wabua
Wabua Davies, 2000
- Wabua aberdeen Davies, 2000
- Wabua cleveland Davies, 2000
- Wabua crediton Davies, 2000
- Wabua elliot Davies, 2000
- Wabua eungella Davies, 2000
- Wabua halifax Davies, 2000
- Wabua hypipamee Davies, 2000
- Wabua kirrama Davies, 2000
- Wabua major Davies, 2000
- Wabua paluma Davies, 2000
- Wabua seaview Davies, 2000